# 杜蒂戈林
杜蒂戈林（Tuticorin）是印度的城市，由泰米爾納德邦負責管轄，位於該國南部，距離首府清奈590公里，面積353.07平方公里，海拔高度4米，2011年人口237,374。

## 外部連結
- Thoothukudi
- Thoothukudi Corporation
- Tuticorin Port Trust
- V.O.Chidambaranar Port Trust
- Tuticorin: Pearl of the south （页面存档备份，存于）
- Tuticorin Churches